# Patrera procera
Patrera procera là một loài nhện trong họ Anyphaenidae.
Loài này thuộc chi Patrera. Patrera procera được Eugen von Keyserling miêu tả năm 1891.